# Minh Cảnh
Minh Cảnh (sinh ngày 8 tháng 1 năm 1937) là một nghệ sĩ cải lương gạo cội của sân khấu miền Nam, ông thành danh trong thời kì hưng thịnh nhất của bộ môn nghệ thuật này. Ông sở hữu chất giọng đặc biệt mà giới chuyên môn đánh giá là thuộc hàng "Danh ca". Ngoài ra, ông còn được báo chí và giới mộ điệu cải lương đặt cho danh xưng là "Hoàng đế Vọng cổ", "Đệ nhất danh ca" vì ông có nhiều sáng tạo khi ca vọng cổ, rất hấp dẫn, lôi cuốn người nghe. Vào những năm đầu thập niên 1960 khi mới nổi tiếng, ông còn được ca ngợi qua nhiều mỹ từ như "Thần đồng", "Giọng ca đợt sóng mới".

## Sự nghiệp
Năm 1959, vốn mê hát cải lương, Minh Cảnh đã được ông Hai Sĩ dạy ca vọng cổ. Sau đó được nghệ sĩ vĩ cầm Văn Được hướng dẫn ca tài tử ở Đài Phát Thanh.
Năm 1960, ông được nghệ sĩ Văn Được và nhạc sĩ đàn cò Ngọc Sáu giới thiệu với ông bầu Long để theo hát cho đoàn Kim Chung. Trong thời gian này Minh Cảnh được nhạc sĩ Bảy Trạch dạy thêm nhiều làn điệu, rồi được ra sân khấu trong các vở: Tuyết phủ chiều đông, Chiều thu sầu ly biệt, Nghệ sĩ mù đất Hà Tiên, Phù Kiều trường hận,Tiếng cười Bao Tự...
Năm 1961, Minh Cảnh nổi danh với bài vọng cổ "Tu là cội phúc" của soạn giả Viễn Châu và bắt đầu được mời thu đĩa ở hãng Asia, Việt Hải... với hàng loạt các bài vọng cổ của soạn giả Viễn Châu như: Võ Đông Sơ, Lương Sơn Bá, Sầu vương ý nhạc, Lòng dạ đàn bà, Hoa đào năm ngoái, Người điên yêu trăng, Cô gái bán trái sầu riêng (với Mỹ Châu), Ni cô và Kiếm sĩ (với Diệu Hiền)..., các bài vọng cổ của soạn giả Thu An như Em bé đánh giầy, Trống loạn Thăng Long thành...
Năm 1963, ông chuyển sang đoàn Kim Chung 2 khi mới vừa thành lập làm kép chánh và nổi danh qua các vở: Manh áo quê nghèo, Lời thơ trên tuyết, Bẻ kiếm bên trời, Trinh nữ lầu xanh, Bên cầu vọng thê, Bích Vân cung kỳ án, Lưỡi kiếm thần, Hận đầu xanh... Từ đó ông trở thành một kép chánh lừng danh của đại bang Kim Chung thời bấy giờ.
Giữa năm 1967, sau khi rời đoàn Kim Chung, Minh Cảnh thành lập một đoàn hát riêng mang tên mình "Minh Cảnh kịch đoàn". Tuy nhiên, trong một lần biểu diễn bay lượn khi đóng tuồng "Kiếm sĩ người dơi" thì ông không may gặp tai nạn nghiêm trọng dẫn đến chấn thương. Để chạy chữa thì Minh Cảnh phải bỏ ra nhiều tài sản, qua đó thì đoàn hát của ông cũng rơi vào cảnh khó khăn đến mức tan rã.
Vào thập niên 1970, Minh Cảnh trở thành giọng ca trụ cột của hãng dĩa Việt Nam. Các vở cải lương nổi tiếng được ông thu âm vào băng đĩa như: Máu nhuộm sân chùa, Mùa thu trên Bạch Mã Sơn, Dốc sương mù, Đêm lạnh chùa hoang, Bao Công tra án Quách Hòe...Những bài tân cổ giao duyên hát cùng Mỹ Châu, Lệ Thủy, Thanh Kim Huệ, Phượng Liên như: Rước tình về với quê hương, Duyên quê, Lời người lính xa xôi, Hai mùa mưa,Trăng sáng vườn chè, Mưa trên phố Huế, Lẻ bóng, Chuyến xe lam chiều...Dĩa hát của Minh Cảnh vào thời điểm này được phủ sóng rộng rãi trên khắp miền Nam và được giới mộ điệu cải lương đón nhận nồng nhiệt với mức doanh thu cao mang lại lợi tức cho hãng dĩa Việt Nam đang trên đà phát triển mạnh.
Ông chính là chủ nhân của câu vọng cổ 53 chữ trong bản thu âm "Quán gấm đầu làng". Qua đó, giúp đặt nền móng đầu tiên cho việc hát vọng cổ hơi dài ở Việt Nam. Cách ca bay bổng, lả lướt, trữ tình kết hợp làn hơi dài và đầy cùng chất giọng thanh trong về âm sắc của ông đã ảnh hưởng sâu rộng với nhiều giọng ca chuyên và không chuyên thế hệ sau. Ngoài ra ông còn tiên phong hát giọng Huế và đưa hò Huế vào vọng cố (Bao giờ em quên, Mưa trên phố Huế...)
Trong thời hoàng kim của nghệ sĩ Minh Cảnh, ông được ví như người thay thế vị trí Út Trà Ôn ở độ ăn khách và ái mộ của khán giả. Bên cạnh đó, ông cũng là một trong số ít nghệ sĩ cải lương hiếm hoi có võ nghệ thực sự. Thậm chí tài tử Hồng Kông Khương Đại Vệ còn thán phục võ nghệ của Minh Cảnh khi có dịp gặp ông ở Sài Gòn.
Sau năm 1975, Minh Cảnh tiếp tục góp giọng ca trên các đài phát thanh với một số bài vọng cổ rất ấn tượng như Áo bà ba kỷ niệm ngày thu, Cánh chim trên biển, Bông điệp Sài Gòn, Bông súng trắng, Mỹ Tho mùa trăng bến hẹn, Vui bước chân ta...
Những năm 1980–1990, khi kỹ thuật Video nở rộ, ông cũng thực hiện thu Video nhiều bài ca vọng cổ, tân cổ giao duyên và các tuồng cải lương như Tô Võ chăn dê, Trên đường lưu diễn, Trống loạn Thăng Long thành, Tu là cội phúc, Sầu Vương ý nhạc, Tàu đêm năm cũ, Cô lái đò, Cổ xe độc mã , Máu nhuộm sân chùa, Mùa Thu trên Bạch Mã Sơn...
Năm 1999, Nhà Văn hoá Thanh Niên và đài truyền hình HTV tổ chức chương trình "Những cánh chim không mỏi" với chuyên đề "Tiếng hát vượt thời gian" dành cho ông.
Hiện nay, dù đã lớn tuổi nhưng người hâm mộ đánh giá giọng ca của nam nghệ sĩ vẫn như ngày nào. Từng câu chữ, cách xử lý bài hát đều mang đậm dấu ấn của ông khiến người hâm mộ vô cùng thích thú.
Năm 2023, nghệ sĩ Minh Cảnh trở về quê nhà hoạt động nghệ thuật với 2 chương trình Bao Công tra án Quách Hòe và Tằm tơ nhả ngọc; gồm các trích đoạn cải lương và bài vọng cổ ghi đậm dấu ấn của ông như Máu nhuộm sân chùa, Mùa Thu trên Bạch Mã Sơn, Bao công tra án Quách Hòe, Tấm lòng của biển, Võ Đông Sơ, Quán gấm đầu làng, Sầu vương ý nhạc, Tu là cội phúc...

## Gia đình
Cha mẹ của nghệ sĩ Minh Cảnh là ông Nguyễn Văn Mùi (người Việt, quê ở Quảng Bình) và bà Nguyễn Thị Sâm (người Hoa lai Việt, gốc Quảng Đông) sinh sống ở quận 5 Sài Gòn. Ông là anh lớn nhất trong gia đình có 8 anh chị em mà đa số cũng theo nghệ thuật như nhạc sĩ guitar Tony Xuân, nghệ sĩ Minh Long (đoàn Hương Bưởi, Đồng Nai), Minh Cảnh em (có thời gian cộng tác đoàn Trần Hữu Trang), nghệ sĩ Cảnh Trân....
Ông kết hôn lần đầu tiên với nghệ sĩ Kiều My (chị ruột của nghệ sĩ Bích Hạnh) từ lúc còn cộng tác với đoàn Kim Chung, Kiều My vắn số qua đời sau tai nạn xe. Hai ông bà có chung 5 người con tên Phượng, Nhi, Tâm, Hoàng, Sơn (tức ca sĩ Nhật Sơn mất năm 2013 trong vụ xô xát với người bạn). Năm 2005, nghệ sĩ Minh Cảnh định cư tại Mỹ do người vợ sau tên Tuyết Minh bảo lãnh.

## Giọng ca
Nghệ sĩ Minh Cảnh có chất giọng trung tính đặc biệt là đồng pha kim nên ngân vang, dài, cao vút và thanh trong; ông có thể buông hơi ngân giọng dài mà không bị ngắt quãng, mờ âm như ca tụng mà từng âm rõ ràng có thẩm âm thanh trong cho người nghe xúc cảm (Sầu vương ý nhạc, Mưa trên phố Huế...).
Nghệ sĩ Minh Cảnh tự tạo cách ca khác biệt với trường phái ca của tiền bối Út Trà Ôn và Hữu Phước (chân phương, trầm hùng, truyền cảm). Ông ca hơi dài (vô vọng cổ nhiều chữ), đưa hò Huế vào vọng cổ; giữ nét chân phương vừa phải và bổ sung sự nhấn nhá, lả lướt, lạng bẻ (Chiều mưa anh về , Nhớ vợ hiền ...), có thể xem ông đã xây dựng trường phái ca ngâm Minh Cảnh . Nếu xem bên nghệ sĩ nam Út Trà Ôn đi đầu về ca chân phương thì thiên về ca hoa lá là Minh Cảnh. Nhưng đặc biệt là ca nhẹ như mây; tự nhiên, trầm bổng, lả lướt theo tiếng đàn mà không cần ráng hơi, vuốt chữ (Tu là cội phúc, Hoa đào năm ngoái, Cổ xe độc mã...). Ca hơi dài, chắc nhịp, ca theo lối hò Huế đã có thế hệ nối tiếp nhưng ca nhẹ như mây thì đến nay chưa có người kế thừa.

## Các vai diễn nổi bật
- Bao Công tra án Quách Hòe (vai Bao Công)
- Dốc sương mù (vai Thái Điền Kiếm Sĩ)
- Đêm lạnh chùa hoang (vai Cao Nguyên Bình)
- Giữa chốn bụi hồng (vai Duyên Căn)
- Lời thơ trên tuyết (vai Phi Phi Nhạn Nhạn)
- Máu nhuộm sân chùa (vai Trần Tự Tâm)
- Mùa thu trên Bạch Mã Sơn (vai Vương Hồ Vũ)
- Người đẹp Bạch Hoa thôn (vai Hà Lâm)

## Các tuồng cải lương
- Bao Công tra án Quách Hòe, soạn giả Hoàng Loan
- Bảo cát Yên Lang. Bây giờ em ở đâu Ngọc Linh và Thế Châu
- Bông ô môi Hà Triều và Trần Hà. Bóng hạnh phúc Quốc Khanh
- Bên cầu dệt lụa Thế Châu. Cát Dung Phương Tử Phước Trang và Hoài Nam
- Cổ xe độc mã Thế Châu và Thể Hà Vân.Con Tấm con Cám Viễn Châu
- Con gái chị Hằng Hà Triều Hoa Phượng. Dốc sương mù Nguyên Thảo. Dưới cội bồ đề Quy Sắc
- Đêm lạnh chùa hoangYên Lang.Phu tử tòng tử Hà Triều Hoa Phượng và Thế Châu
- Quan âm thị kính Viễn Châu. Giữa chốn bụi hồng Hoa Phượng
- Hai chuyến xe hoa Thái Thụy Phong. Hai chiều ly biệt Thu An
- Hai chiếc ngai vàng Viễn Châu. Hồng Giang di hận Viễn Châu
- Kẻ bên trời Yên Lang và Thiên Lý. Khi nàng tỉnh mộng Viễn Châu
- Luật giang hồHoa Phượng. lời thơ trên tuyết Yên Trang và Văn Thiên Tử
- Mắt em là bể oan cừu Tân An. Mộ chồng ngọn cỏ còn xanh Viễn Châu
- Mùa thu trên Bạch Mã SơnYên Lang.Mỹ nhân và loạn tướng Minh Nguyênvà Thể Hà Vân
- Nắng thu về ngõ Trúc Yên Lang.Nắng chiều trên sông Dịch Thu An và Hoài Linh
- Nữ hoàng về đêm, soạn giả Hoàng Khâm. Nước mắt đen
- Nó là con tôi Hà Triều Hoa phượng. Người trai sa mạc Hoài Sơn Diệp
- Người đẹp Bạch Hoa thônViễn Châu. Người chồng triệu phủHoàng Khâm
- Tấm lòng của biển Hà Triều Hoa Phượng. Tần Thủy Hoàng Xuân Phát
- Tiếu ngạo giang hồ Ngư Hương vàThiếu Hoa. Tiếng hạt trong trăng Loan Thảo và Yên Ba
- Tiếng hạt lưng trời Yên Lang, Nguyên Thảo và Thanh Huyền
- Tìm dĩ vãng Thành Phát. Tình ngỡ đã phôi pha Nguyên Thảo
- Tóc em là vạn đường tơ Yên Langvà Hồng Diệp. Trái sầu riêng Viễn Châu
- Trăng rụng sau chùa Quy Sắc. Triệu Tử đoạt ấu chúa Viễn Châu
- Trãm mã trà Lê Khanh. Sầu quan ảiThu An và Thiếu Linh
- Sự tích trầu cau Viễn Châu. Võ Đông Sơ Bạch Thu Hà Yên Hà...

## Các bài vọng cổ và tân cổ giao duyên
- Áo bà ba kỷ niệm ngày thu, soạn giả Thanh Bình, đơn ca
- Bao giờ em quên, tân nhạc Duy Khánh, vọng cổ Viễn Châu, đơn ca
- Bông súng trắng, soạn giả Ngô Hồng Khanh, song ca Lệ Thủy
- Bông điệp Sài Gòn, soạn giả Thanh Hiền, song ca Lệ Thủy
- Cánh chim trên biển, soạn giả Trần Nam Dân, song ca Mỹ Châu
- Chuyến xe lam chiều, tân nhạc Vinh Sử, vọng cổ Loan Thảo, song ca Phượng Liên
- Cô lái đò, tân nhạc Nguyễn Đình Phúc và Nguyễn Bính, vọng cổ Viễn Châu, song ca Phượng Liên
- Cô gái bán sầu riêng, soạn giả Viễn Châu, song ca Mỹ Châu
- Cho người vào cuộc chiến, tân nhạc Phan Trần, vọng cổ Loan Thảo, song ca Mỹ Châu
- Chiều mưa anh về, soạn giả Tân An, đơn
- Duyên quê, tân nhạc Hoàng Thi Thơ, vọng cổ Loan Thảo, song ca Lệ Thủy
- Dưới ánh trăng xuân, vọng cổ Viễn Châu
- Đám cưới trên đường quê, tân nhạc Hoàng Thi Thơ, vọng cổ Yên Lang, song ca Thanh
- Đêm nằm không ngủ, soạn giả Viễn Châu, đơn ca
- Điệp khúc thương đau, tân nhạc Mạc Phong Linh và Mai Thiết Lĩnh, vọng cổ Loan Thảo, song ca Mỹ Châu
- Đoạn cuối tình yêu, tân nhạc Tú Nhi và Nhất Tuấn, vọng cổ Loan Thảo, song ca Mỹ Châu
- Đức Phật Tổ ra đời, soạn giả Mạc Phong Lan, đơn ca
- Đừng cắt sợi chỉ hồng, soạn giả Loan Thảo, song ca Thanh Kim Huệ
- Đường về hai thôn, tân nhạc Phạm Thế Mỹ, song ca Lệ Thủy
- Em bé đánh giầy, soạn giả Thu An, song ca Lệ Thủy
- Gặp lại cố nhân, tân nhạc Hàn Sinh, vọng cổ Loan Thảo, song ca Lệ Thủy
- Gõ Cửa, tân nhạc Mạnh Quỳnh, vọng cổ Loan Thảo, song ca Phượng Liên
- Ghét thương thương ghét, soạn giả Viễn Châu, đơn ca
- Hai bản đàn xuân, soạn giả Viễn Châu, đơn ca
- Hai mùa mưa, tân nhạc Mạc Phong Linh và Mai Thiết Lĩnh, vọng cổ Loan Thảo, song ca Phượng Liên
- Hoa đào năm ngoái, soạn giả Viễn Châu, đơn ca
- Khóc cười, soạn giả Viễn Châu, đơn ca
- Khóc thầm, tân nhạc Lam Phương, vọng cổ Loan Thảo, song ca Mỹ Châu
- Không phải tại chúng mình, tân nhạc Ngọc Vân và Thương Linh, vọng cổ Loan Thảo, song ca Lệ Thủy
- Khúc hát chia ly, soạn giả Viễn Châu, đơn ca
- Khúc ca tình sầu, tân nhạcAnh Bằng, vọng cổ Quế Chi, song ca Lệ Quyên
- Lời người lính xa xôi, tân nhạc Song An, vọng cổ Loan Thảo, song ca
- Lòng Dạ đàn bà ,soạn giả Viễn Châu, đơn ca
- Lương Sơn Bá, soạn giả Viễn Châu, đơn ca
- Lưu bút ngày xanh, tân nhạc Thanh Sơn, vọng cổ Loan Thảo, song ca Bích Hạnh
- Ly rượu mừng,tân nhạc Phạm Đình Chương, vọng cổ Loan Thảo, ca với Bích Hạnh,Diệu Hiền
- Ly rượu đoàn viên, soạn giả Thu An, song ca Ngọc Hương/Hồng
- Máu chảy về tim, tân nhạc Anh Việt Thu, vọng cổ Loan Thảo, song ca Mỹ Châu
- Mục Liên tìm mẹ, soạn giả Viễn Châu, đơn ca
- Mưa trên phố Huế, tân nhạc Minh Kỳ, vọng cổ Loan Thảo, song ca Lệ Thủy
- Mười thương, tân nhạc Phạm Đình Chương, vọng cổ Loan Thảo, song ca Thanh Kim Huệ
- Nổi buồn đêm đông, tân nhạc Anh Minh, vọng cổ Loan Thảo, song ca Phượng Liên
- Nổi buồn hoa phượng, tân nhạc Thanh Sơn, vọng cổ Quế Chi, song ca Bích Hạnh
- Ni cô và kiếm sĩ, soạn giả Viễn Châu, song ca Diệu Hiền
- Ngày hạnh phúc, tân nhạc Lam Phương, vọng cổ Loan Thảo, song ca Thanh
- Người điên yêu trăng, soạn giả Viễn Châu, đơn ca
- Người mẹ thời ly loạn, soạn giả Viễn Châu, đơn ca
- Người em Vỹ Dạ, tân nhạc Minh Kỳ và Tôn Nữ Thụy Khương, vọng cổ Loan Thảo, song ca Mỹ Châu
- Người ngoài phố, tân nhạc Anh Việt Thu, vọng cổ Loan Thảo, song ca Hương Lan
- Nhớ vợ hiền, soạn giả Văn Giai, đơn ca
- Quán nửa khuya,tân nhạc Tuấn Khanh và Hoài Linh, vọng cổ Yên Lang,song ca Chí Tâm
- Quán gấm đầu làng, tân nhạc Giao Tiên, vọng cổ Thùy Vũ, ca với Chí Tâm và Lệ Quyên
- Rước tình về với quê hương,tân nhạc Hoàng Thi Thơ, vọng cổ Loan Thảo,song ca Thanh Kim Huệ
- Sầu Vương ý nhạc, soạn giả Viễn Châu, đơn ca
- Tà áo cưới, tân nhạc Hoàng Thi Thơ, vọng cổ Loan Thảo, song ca Lệ Thủy
- Tàu đêm năm cũ, tân nhạc Trúc Phương, vọng cổ Viễn Châu, song ca Phượng Liên
- Tô Võ chăn dê, soạn giả Viễn Châu, đơn ca
- Tôi yêu kẻ chẳng yêu tôi, soạn giả Quy Sắc, đơn ca
- Tình nước, tân nhạc Minh Quốc và Chính Hữu, vọng cổ Loan Thảo, song ca Minh Vương
- Tình anh lính chiến, tân nhạc Lam Phương, vọng cổ Viễn Châu, đơn ca
- Tình đôi ta, tân nhạc Y Vân, cổ nhạc Loan Thảo, song ca Mỹ Châu
- Trái gùi Bến Cát, soạn giả Kiên Giang, đơn ca
- Trăng sáng vườn chè, tân nhạc Văn Phụng và Nguyễn Bính, vọng cổ Loan Thảo, song ca Lệ Thủy
- Trống loạn Thăng Long thành, soạn giả Thu An, đơn ca
- Trong cuộc tình sầu, tân nhạc Anh Việt Thu, vọng cổ Thế Châu, song ca Phượng Liên
- Trên đường lưu diễn, soạn giả Viễn Châu, đơn ca
- Tu là cội phúc, soạn giả Viễn Châu, đơn ca
- Tuyết lạnh, tân nhạc Lê Dinh và Phương Trà, vọng cổ Loan Thảo, song ca Lệ Thủy
- Võ Đông Sơ, soạn giả Viễn Châu, đơn ca
- Về đâu mái tóc người thương, tân nhạc Hoài Linh, vọng cổ Yên Lang, song ca Bích Hạnh
- Xin gọi nhau là cố nhân, tân nhạc Hàn Sinh, vọng cổ Loan Thảo, song ca Mỹ Châu